# Pueblo Nuevo, Baja California Sur
Pueblo Nuevo är en ort i Mexiko.   Den ligger i kommunen La Paz och delstaten Baja California Sur, i den västra delen av landet, 1 200 km väster om huvudstaden Mexico City. Pueblo Nuevo ligger 222 meter över havet och antalet invånare är 186.
Terrängen runt Pueblo Nuevo är lite kuperad, och sluttar västerut. Runt Pueblo Nuevo är det glesbefolkat, med 20 invånare per kvadratkilometer. Närmaste större samhälle är El Cachanilla, 2,1 km sydväst om Pueblo Nuevo. Omgivningarna runt Pueblo Nuevo är i huvudsak ett öppet busklandskap.